# Rileya carinaegaster
Rileya carinaegaster is een vliesvleugelig insect uit de familie Eurytomidae. De wetenschappelijke naam is voor het eerst geldig gepubliceerd in 1978 door Subba Rao.